# Kiribati na letnich igrzyskach olimpijskich
Reprezentanci Kiribati występują na letnich igrzyskach olimpijskich nieprzerwanie od 2004 roku, zadebiutowali wtedy podczas igrzysk w Atenach. 
W 2004 roku reprezentacja liczyła 3 osoby, a w 2008 2 osoby.

## Tabele medalowe

### Medale na poszczególnych olimpiadach
| Igrzyska            | Złoto | Srebro | Brąz | Razem |
| ------------------- | ----- | ------ | ---- | ----- |
| Ateny 2004          | 0     | 0      | 0    | 0     |
| Pekin 2008          | 0     | 0      | 0    | 0     |
| Londyn 2012         | 0     | 0      | 0    | 0     |
| Rio de Janeiro 2016 | 0     | 0      | 0    | 0     |
| Tokio 2020          | 0     | 0      | 0    | 0     |
| Razem               | 0     | 0      | 0    | 0     |